# Присецкий, Иван Николаевич
Иван Николаевич Присецкий (1858, Ковалёвка, Зеньковский уезд. Полтавская губерния — 12 сентября 1911, Алупка, Крым) — российский политический и общественный деятель, депутат Государственной думы Российской империи I созыва, член Конституционно-демократической партии.
Родной брат Софии Николаевны Богомолец.

## Биография
Иван Николаевич Присецкий родился в 1858 году в селе Ковалёвке Зеньковского уезда Полтавской губернии, Российская империя, в семье потомственного военного, дворянина, мелкопоместного полтавского помещика, отставного подпоручика Николая Максимовича Присецкого. В семье было трое девочек и мальчик.
Иван Присецкий в 1875 году закончил Петровскую Полтавскую военную гимназию. Прошёл курс Санкт-Петербургского военно-инженерного училища. Не желая быть офицером, устроился вольнослушателем Киевского университета. Участвовал в радикальных революционных кружках.
Осенью 1880 года, спасаясь от ареста, с помощью А. М. Богомольца, мужа сестры Софии, под предлогом лечения перебрался во Францию. 2 сентября 1883 года по циркуляру Департамента полиции арестован после возвращения в Россию в Киеве на улице Крещатике.
Участвовал в «украинофильских» (по донесениям полицейских чинов), народнических и социал-демократических кружках.
В 1885 году, после 2-годичного тюремного заключения в Киеве и Москве, административно сослан на 5 лет в Иркутскую губернию.
Осенью 1884 года его женой стала Софья Николаевна Присецкая (в девичестве Дорфман), с которой он обвенчался в Лукьяновской тюремной церкви в Киеве. В ссылку ехал через московскую пересыльную Бутырскую тюрьму вместе с женой, которая решила последовать за ним. В Бутырской тюрьме весной 1885 года их встречал Лев Николаевич Толстой. По воспоминаниям сына писателя Сергея Толстого («Очерки былого») и политического ссыльного Егора Лазарева, Льва Толстого поразил тот факт, что, вопреки регламенту в отношении административно-ссыльных лиц, тюремные власти не дают молодожёнам Присецким быть вместе, и Лев Толстой назвал это «варварством».
В ссылке супруги жили с июля 1885 года в селе Тунке (Тункинском), откуда были переведены сначала в Иркутск, затем, в 1886 году, в село Тесинское (Минусинский округ, Енисейская губерния), а с 1887 года проживали в Минусинске. В 1885 году в Иркутске у них родилась дочь Ольга.
В 1889 году после ссылки вернулся в Полтаву. Служил по организации земских выборов. Полтавский губернский и уездный земский гласный. Член, затем председатель Зеньковского отдела Полтавского сельскохозяйственного общества. По его инициативе создана Зеньковская школа садоводства, земский сельскохозяйственный склад и другое.
Член Полтавского губернского комитета Конституционно-демократической партии. 16 апреля 1906 года избран в I Государственную Думу от общего состава выборщиков Полтавского губернского избирательного собрания. Входил в Конституционно-демократическую фракцию и Украинскую громаду. Член Финансовой комиссии. Подписал законопроекты: «42-х» по аграрному вопросу, «О гражданском равенстве». Выступал в прениях по аграрному вопросу.
После роспуска I Государственной Думы в связи с болезнью жил на даче в Алупке (Крым). Иван Николаевич Присецкий умер 12 сентября 1911 года.
После его смерти наследники передали дачу Полтавскому обществу борьбы с туберкулёзом. На даче был организован небольшой санаторий для учителей земских школ Полтавской губернии.